# Serhij Krywcow
Serhij Andrijowycz Krywcow, ukr. Сергій Андрійович Кривцов (ur. 15 marca 1991 w Zaporożu, Ukraińska SRR) – ukraiński piłkarz, grający na pozycji obrońcy.

## Kariera piłkarska

### Kariera klubowa
Wychowanek SDJuSzOR Metałurh Zaporoże. Pierwszy trener Wiktor Trehubow. Występował w juniorskich mistrzostwach Ukrainy (DJuFL) w Metałurhu Zaporoże (2004-2007). Karierę piłkarską rozpoczął 7 maja 2007 w drugiej drużynie Metałurha, a 26 kwietnia 2008 w podstawowej jedenastce Metałurha Zaporoże. W maju 2010 podpisał kontrakt z Szachtarem Donieck. 31 stycznia 2023 przeniósł się za ocean, do Interu Miami.

### Kariera reprezentacyjna
Występował w reprezentacji Ukrainy U-17 oraz reprezentacji Ukrainy U-19. 6 września 2011 debiutował w reprezentacji Ukrainy w przegranym 0:4 meczu towarzyskim z Czechami.

## Sukcesy i odznaczenia

### Sukcesy klubowe
Shakhtar Donetsk
- mistrz Ukrainy: 2010/11, 2011/12, 2012/13, 2013/14, 2016/17, 2017/18, 2018/19
- zdobywca Pucharu Ukrainy: 2010/11, 2011/12, 2012/13, 2015/16, 2016/17, 2017/18, 2018/19
- zdobywca Superpucharu Ukrainy: 2010, 2012, 2013, 2014, 2015, 2017

### Sukcesy reprezentacyjne
- mistrz Europy U-19: 2009